# Загаєвські (герб)
Загаєвські (пол. Zagajewski) — шляхетський герб.

## Опис герба
Опис з використанням принципів блазонування, запропонованих Альфредом Знамєровським:
У синьому полі срібна підкова, на якій розміщене вістря рогатини.
Клейнод — три пера страуса.
У XVI столітті, з якого походять перші згадки про герб, не згадано його колір і клейнод. Реконструкція цих елементів зроблена Тадеушем Гайлем, який описав реконструкцію в Uzupełnieniami do Księgi Herbowej Rodów Polskich.

## Найбільш ранні згадки
Печатка В. Загаєвського від 1567 року.

## Гербовий рід
Герб був гербом власним, тому право на нього мав тільки один рід: Загаєвських (Zagajewski).